# Melkøya
Melkøya (en Nordsamisk Muolkkut) est une petite île du comté de Finnmark, sur la côte de la mer de Norvège. L'île fait partie la commune de Hammerfest.

## Description
L'île de 0,69 km2 est reliée à la ville de Hammerfest (sur l'île voisine de Kvaløya à l'ouest) par le tunnel de Melkøysund qui a été achevé en 2003. L'île était auparavant utilisée pour l'agriculture et des maisons de location pour les pêcheurs saisonniers y ont également été construites.
En 2001 et 2002, d'importantes recherches archéologiques sur Melkøya ont été entreprises avant le début du développement de l'île par Statoil. Le développement de l'île a complètement changé Melkøya. Le 21 août 2007, le gaz du champ de Snøhvit a commencé à affluer vers Melkøya.

## Port méthanier

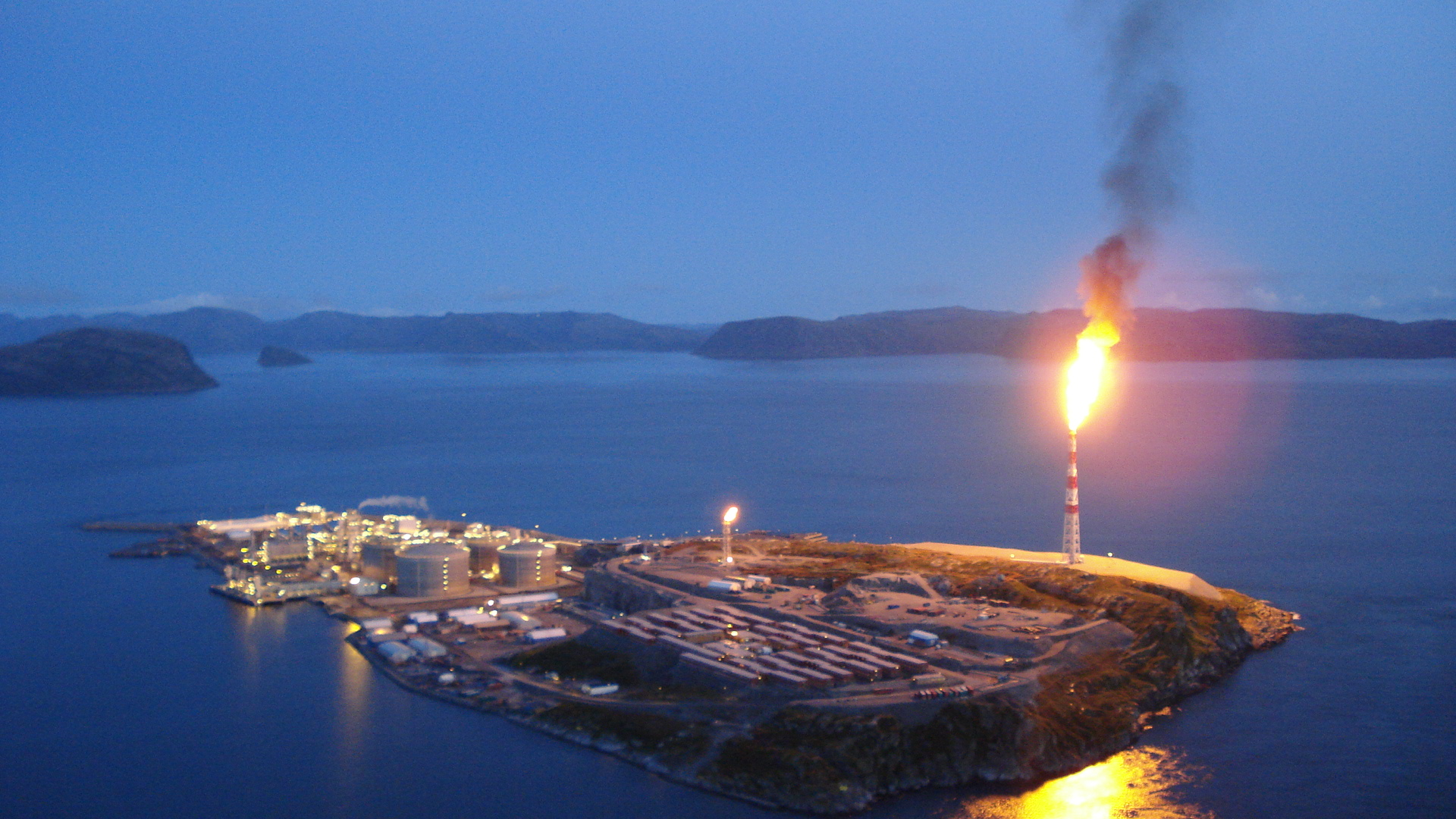
Port méthanier de nuit

L'île industrielle est le point final du pipeline sous-marin qui transporte le gaz naturel des champs de gaz naturel de Snøhvit dans la mer de Barents. Le gaz passe par le pipeline de 168 kilomètres de long jusqu'à l'usine de traitement Hammerfest LNG à Melkøya où 18 millions de mètres cubes par jour sont convertis en gaz naturel liquéfié. L'usine a ouvert ses portes en 2007 et est exploitée par Equinor. Après qu'un incendie a fermé l'usine en 2020, elle a rouvert en 2022. Le gaz naturel liquéfié est ensuite exporté de Melkøya vers les marchés mondiaux par méthanier.

## Préservation
La mouette tridactyle, en voie de disparition a adopté une falaise artificielle pour la nidification, ce qui en fait l'une des plus grandes colonies de mouette tridactyle au monde.